# Mohamed-Ali Cho
Mohamed-Ali Cho, né le 19 janvier 2004 à Stains (Seine-Saint-Denis), est un footballeur français qui évolue au poste d'attaquant à l'OGC Nice.

## Biographie

### Jeunesse et formation
Mohamed-Ali Cho naît en France d'un père ivoirien et d'une mère marocaine. Il grandit à Londres où ses parents travaillent alors. En 2010, sa famille se réinstalle en France, toujours guidée par des opportunités professionnelles, et Mohamed-Ali intègre la section amateur du Paris Saint-Germain en 2011. Il y reste quatre ans jusqu'à ce que sa famille traverse de nouveau la Manche. À 11 ans, il intègre le centre de formation d’Everton où il évolue entre les U12 et les U16,.
Sa famille estimant que le projet anglais ne correspond pas à ce qu'elle recherche, Cho ne s'engage nulle part à l'été 2019 pour prendre le temps d’étudier les différentes offres à disposition. En janvier 2020, il rejoint le centre de formation de l'Angers SCO. Il s'entraîne très rapidement avec différents groupes, les U19, la réserve puis le groupe professionnel. Disposant d'une triple nationalité marocaine, française et britannique, Mohamed-Ali joue couramment avec les moins de 19 ans français.

### Parcours en club

#### Angers SCO
Alors âgé de 16 ans, il signe son premier contrat professionnel avec les angevins le 2 mai 2020. Il fait ses débuts professionnels le 30 août 2020, en Ligue 1 face aux Girondins de Bordeaux (2e journée, défaite 0-2), devenant alors le premier joueur né en 2004 à jouer dans l'élite du football français,. Il est même le troisième 2004 des cinq grands championnats d'Europe, précédé seulement par Rafael Obrador et Luka Romero, le plus jeune joueur de l'histoire du championnat espagnol.
Un an plus tard, le 29 août 2021, déjà impliqué sur l'ouverture du score de Sofiane Boufal, il marque son premier but en Ligue 1 contre le Stade rennais (4e journée, victoire 2-0). Avec ce but, Mohamed-Ali Cho devient le plus jeune joueur à inscrire un but dans l’élite depuis son adversaire du jour, Eduardo Camavinga. Il devient également le deuxième joueur né en 2004 ou après à marquer parmi les cinq grands championnats européens après Youssoufa Moukoko du Borussia Dortmund.

#### Real Sociedad
Il s'engage pour cinq saisons en faveur de la Real Sociedad le 15 juin 2022. Sixième de la Liga 2021-2022, le club espagnol est qualifié en Ligue Europa.

#### OGC Nice
Le 8 janvier 2024, il s'engage pour 12 millions d'euros à l'OGC Nice,.

### Parcours en sélection

#### Avec l'Angleterre -16 ans
Cho est international avec les moins de 16 ans anglais depuis 2019 et un match amical contre l'Irlande.

#### Avec lesBleuets
En janvier 2021, alors qu'il commence à accumuler les apparitions en Ligue 1, il est convoqué pour un stage avec les moins de 17 ans français,.
Le 26 août 2021, il est convoqué pour la première fois par Sylvain Ripoll, avec l'Équipe de France espoirs pour les matchs face à la Macédoine du Nord et aux Îles Féroé, comptant pour les éliminatoires du championnat d'Europe 2023.
Sa sélection en équipe de France U20 est envisagée pour la Coupe du monde 2023 mais la Real Sociedad refuse de le laisser partir.

#### Approches du Maroc
Approché par le sélectionneur de l'équipe du Maroc Vahid Halilhodžić en 2021, Mohamed-Ali Cho écarte les pistes qui l'éloignent de son ascension avec la France espoirs,. Cependant, sa mère est invitée par le président Fouzi Lekjaa pour une visite exclusive au Centre sportif de Maâmora et une présentation du projet marocain.

## Statistiques
| Saison                | Club                  | Championnat           | Championnat | Championnat | Championnat | Coupe(s) nationale(s) | Coupe(s) nationale(s) | Coupe(s) nationale(s) | Compétition(s) continentale(s) | Compétition(s) continentale(s) | Compétition(s) continentale(s) | Compétition(s) continentale(s) | Total | Total | Total |
| Saison                | Club                  | Division              | M.          | B.          | P.d.        | M.                    | B.                    | P.d.                  | Comp.                          | M.                             | B.                             | P.d.                           | M.    | B.    | P.d.  |
| 2020-2021             | Angers SCO            | Ligue 1               | 21          | 0           | 0           | 2                     | 0                     | 0                     | -                              | -                              | -                              | -                              | 23    | 0     | 0     |
| 2021-2022             | Angers SCO            | Ligue 1               | 32          | 4           | 1           | -                     | -                     | -                     | -                              | -                              | -                              | -                              | 32    | 4     | 1     |
| Sous-total            | Sous-total            | Sous-total            | 53          | 4           | 1           | 2                     | 0                     | 0                     | -                              | -                              | -                              | -                              | 55    | 4     | 1     |
| 2022-2023             | Real Sociedad         | Liga                  | 19          | 1           | 2           | 1                     | 1                     | 1                     | C3                             | 4                              | 0                              | 1                              | 24    | 2     | 4     |
| 2023-2024             | Real Sociedad         | Liga                  | 11          | 0           | 0           | 1                     | 0                     | 0                     | C1                             | 4                              | 0                              | 0                              | 16    | 0     | 0     |
| Sous-total            | Sous-total            | Sous-total            | 30          | 1           | 2           | 2                     | 1                     | 1                     | -                              | 8                              | 0                              | 1                              | 40    | 2     | 4     |
| 2023-2024             | OGC Nice              | Ligue 1               | 17          | 1           | 2           | 3                     | 1                     | 0                     | -                              | -                              | -                              | -                              | 20    | 2     | 2     |
| 2024-2025             | OGC Nice              | Ligue 1               | 27          | 3           | 4           | 2                     | 1                     | 0                     | C3                             | 6                              | 1                              | 0                              | 35    | 5     | 4     |
| Sous-total            | Sous-total            | Sous-total            | 44          | 4           | 6           | 5                     | 2                     | 0                     | -                              | 6                              | 1                              | 0                              | 55    | 7     | 6     |
| Total sur la carrière | Total sur la carrière | Total sur la carrière | 127         | 9           | 9           | 9                     | 3                     | 1                     | -                              | 14                             | 1                              | 1                              | 150   | 13    | 11    |